# The Covers: Volume I
The Covers: Volume I è un album di cover del gruppo hard rock statunitense Buckcherry.
Anche se in genere considerato un EP, ciò sarebbe improprio in quanto un EP contiene per definizione al massimo 6 tracce, collocandolo in una via di mezzo tra l'EP e un vero e proprio full lenght. L'album era stato in effetti pensato come EP da 6 tracce, a cui venne aggiunta all'ultimo come bonus track la cover di "Mama Kin" degli Aerosmith.
Esclusa "Mama Kin", i primi 6 brani erano stati inizialmente raccolti in un album digitale sotto il nome di Singles Club sulla piattaforma PledgeMusic in esclusiva per i fan paganti, per poi essere pubblicato ufficialmente anche in formato fisico sotto il nome definitivo The Covers: Volume I con 7 tracce.
A causa dell'edizione limitata, l'album non ha ricevuto attenzione da parte dei media specializzati né è stato oggetto di particolari recensioni sulle principali testate musicali internazionali, venendo addirittura raramente menzionato sul web in generale. L'album sembra essere stato diffuso pubblicamente sul web appena nel 2023 su YouTube.
Nonostante l'apparenza di bootleg, The Covers è da includere nella discografia ufficiale della band, considerata la produzione da parte del chitarrista Keith Nelson sotto l'etichetta F-Bomb, che pubblicò anche il loro precedente EP Fuck, e il 7° effettivo full-lenght dell'anno successivo, Rock N Roll.
Le cover di "I've Done Everything for You" e "Mama Kin" saranno incluse anche come bonus track proprio nell'album successivo Rock 'N' Roll.

## Tracce
1. Beast of Burden – 4:54 – (Cover dei Rolling Stones)
2. Small Man, Big Mouth – 1:01 – (Cover dei Minor Threat)
3. I've Done Everything For You – 3:18 – (Cover di Sammy Hagar)
4. Rock 'n' Roll Damnation – 3:45 – (Cover degli AC/DC)
5. Hot Legs – 4:54 – (Cover di Rod Stewart)
6. Devil Inside – 4:42 – (Cover degli INXS)
7. Mama Kin – 4:32 – (Cover dei Aerosmith)

## Formazione
- Josh Todd – voce
- Keith Nelson – chitarra solista, cori
- Stevie D. – chitarra ritmica, cori
- Kelly LeMieux – basso, cori
- Xavier Muriel – batteria, percussioni